# Stólnik
Stólnik, en plural stólniki, fou un càrrec de la cort polonesa i moscovita, responsable de servir a la taula reial.
Els stólniki eren coneguts com a servents de palau dels governants russos des del segle xii. Als segles xvi i xvii eren nobles joves que portaven els plats a la taula del tsar, tenien cura del seu dormitori i l'acompanyaven en els seus viatges. La categoria més alta entre ells eren els "stólniki de cambra" o "propers".
Els stólniki podien servir simultàniament al ministeri d'afers exteriors o a l'exèrcit. Eren els cinquens en rang en la jerarquia de la burocràcia moscovita, després dels boiars, els okólnitxi, els membres nobles de la duma i els membres diaki. Als stólniki se'ls associava també amb les administracions episcopals, atès que eren oficines semblants que també es trobaven en l'administració del gran príncep o del tsar.